# Mejit
Mejit (en marshallais Mājej ou Mājeej) est une île de l'océan Pacifique et forme un district législatif de la chaîne Ratak des Îles Marshall. Contrairement à la plupart des autres îles des Îles Marshall, Mejit est une île rocheuse plutôt qu'un atoll corallien, bien qu'elle soit entourée d'un récif corallien frangeant entourant une lagune étroite. Il est situé à l'est de la ligne principale de la chaîne Ratak, à environ 110 kilomètres au nord-est de Wotje.
Avec une population estimée à 300 personnes, l'île est luxuriante en pandanus, fruits à pain et taro. Pour les résidents, cette île est connue sous le nom de "Paradis". Elle possède un lac d'eau douce, rare dans les îles Marshall. Mejit est célèbre pour ses tapis de feuilles de pandanus.
Une piste d'atterrissage, l'aéroport de Mejit, divise l'île. Il est desservi par Air Marshall Islands.

## Histoire
La première observation signalée par les européens fut celle de l'expédition espagnole de Miguel López de Legazpi, le 9 janvier 1565. Il a été cartographié comme Los Barbudos (barbe en espagnol) en raison de la longue barbe de ses habitants. Son observation a également été enregistrée par l'expédition espagnole de Ruy López de Villalobos en décembre 1542.
Le navigateur allemand Otto von Kotzebue, naviguant en service russe, a touché terre sur l'île Mejit le 1er janvier 1817 et l'a nommée l'île du Nouvel An.
En 1884, Mejit fut revendiqué par l'Empire allemand avec le reste des îles Marshall, et les Allemands y établirent un avant-poste commercial. Après la Première Guerre mondiale, l'île a été placée sous le mandat du Pacifique sud de l'empire du Japon. Après la fin de la Seconde Guerre mondiale, elle est passée sous le contrôle des États-Unis en tant que partie du territoire sous tutelle des îles du Pacifique jusqu'à l'indépendance des îles Marshall en 1986.

## Éducation
Le système scolaire public des Îles Marshall gère l'école élémentaire de Mejit. L'école secondaire Northern Islands High School de Wotje sert la communauté.